# Gare de la Bastille
A Gare de la Bastille Párizs  első vasútállomása volt a város 12. kerületében. Az állomás 1858-ban nyílt meg, és a vonal Vincennes and Verneuil-l'Étang-ig ért, hossza 54,1 km volt. 1872-re Mulhouseig bővítették. 1984-ben lebontották, hogy az új operaházat, az Opéra Bastille-t felépítsék a helyén.